# Ol Pejeta Conservancy
Das Ol Pejeta Conservancy ist ein Tierreservat in der Provinz  Laikipia County in Kenia. In der Nähe liegen die Kleinstädte Nyahururu im Osten und Nanyuki im Nordwesten. Die kenianische Hauptstadt Nairobi liegt rund 140 Kilometer entfernt im Süden. Das Gelände erstreckt sich zwischen den Ausläufern des Nationalpark Mount Kenya mit dem Mount-Kenya-Massiv sowie dem Aberdare-Nationalpark. Durch das Reservat verläuft der Äquator.
Der Name Ol Pejeta bedeutet in der Sprache der Samburu  'Ort des Verbrennens' und bezieht sich auf die ehemaligen Aktionen der lokalen Bauern, das Gestrüpp der Viehweiden zu verbrennen, um das Gelände von Zecken zu befreien.

## Geschichte
Das Gebiet des heutigen Ol Pejeta Conservancy wurde ursprünglich landwirtschaftlich als Rinderfarm genutzt. 1998 wurde das Gebiet als Naturschutz- und Artenschutzzentrum eröffnet und unterstützt lokale Gemeinden mit Finanzmitteln für Bildung, Wasserversorgung und Infrastruktur. 1993 erfolgte auf dem Gelände die Gründung des Sweetwaters Chimpanzee Sanctuary, in dem sich Schimpansen in einer natürliche Umgebung bewegen. Im Jahr 2004 wurde das Reservat von der in Großbritannien ansässigen Naturschutzorganisation Fauna & Flora International (FFI) mit finanziellen Unterstützung der Arcus Foundation, einer privaten internationalen philanthropischen Organisation, gekauft. Der Landkauf wurde ausschließlich durch eine Spende in Höhe von 15 Millionen US-Dollar der Arcus Foundation finanziert, die mit FFI sowie der Lewa Wildlife Conservancy zusammengearbeitete, um das überwiegend offene Grasland zu sichern und in einen nationalen Trust umzuwandeln.

## Geländestruktur und Fauna
Das rund 360 Quadratkilometer große Ol Pejeta Conservancy befindet sich auf einer Höhenlage zwischen 1700 und 2100 Metern über dem Meeresspiegel. Ein Großteil der Landschaft wird aus Dornstrauchsavannen, Trockenrasenflächen, hohem Grasland, Buschwerk und kleinen Bäumen gebildet. Zu den Säugetierarten zählen die Big Five (Breitmaulnashorn (Ceratotherium simum), Kaffernbüffel (Syncerus caffer), Löwe (Panthera leo),  Leopard (Panthera pardus) und Afrikanischer Elefant (Loxodonta africana)). Spitzmaulnashörner (Diceros bicornis) leben ebenfalls im Reservat. Außerdem sind viele Arten, die offenes Savannengelände bevorzugen anzutreffen, beispielsweise Giraffen, Zebras, Schwarzfersenantilopen, Ellipsen-Wasserböcke und weitere Antilopenarten sowie Warzenschweine, Schakale, Paviane, Geparde, Hyänen, Afrikanische Wildhunde und Afrikanische Strauße.
Zu den möglichen Aktivitäten im Reservat zählen geführte Wild-Beobachtungstouren mit Land Rovern bei Tag und bei Nacht, Mountainbiking, Reiten, Fußwegtouren mit Rangern, Radfahren und Gespräche mit der lokalen Bevölkerung. Auf dem Gelände befinden sich mehrere Camps mit Übernachtungsmöglichkeiten für die Besucher.

## Sweetwaters Chimpanzee Sanctuary
Schimpansen kommen in Kenia in freier Wildbahn nicht vor. Als 1993 ein in Burundi vorhandenes Schimpansen-Rettungszentrum aufgrund des dortigen Bürgerkriegs geschlossen werden musste, übernahm das Ol Pejeta Conservancy die dort untergebrachten Tiere. Das Sweetwaters Chimpanzee Sanctuary wurde aufgrund einer Vereinbarung zwischen dem Ol Pejeta Conservancy, dem Kenya Wildlife Service (KWS) und dem Jane-Goodall-Institut eingerichtet. Das Ziel ist es, verwaisten und missbrauchten Schimpansen aus West- und Zentralafrika einen lebenslangen Zufluchtsort zu gewähren. Viele dieser Tiere wurden von den Behörden beschlagnahmt. Sie wurden großenteils aus traumatischen Situationen gerettet, lebten in beengten und unnatürlichen Käfigen oder litten an Krankheiten und Verletzungen.
Neu aufgenommene Schimpansen kommen in eine Quarantänestation, in der sie eine 24-stündige tierärztlicher Betreuung genießen. Sobald sie gesund gepflegt sind, werden sie mit einer der beiden großen Gruppen vergesellschaftet. Sie haben dann die Gelegenheit, die Umgebung zu erforschen, zu klettern, Kontakte zu Artgenossen zu knüpfen und zu lernen, wie sich Schimpansen in freier Wildbahn verhalten.

## Galerie
Die nachfolgende Bildauswahl zeigt einige Tiere aus dem Bestand des Ol Pejeta Conservancy:

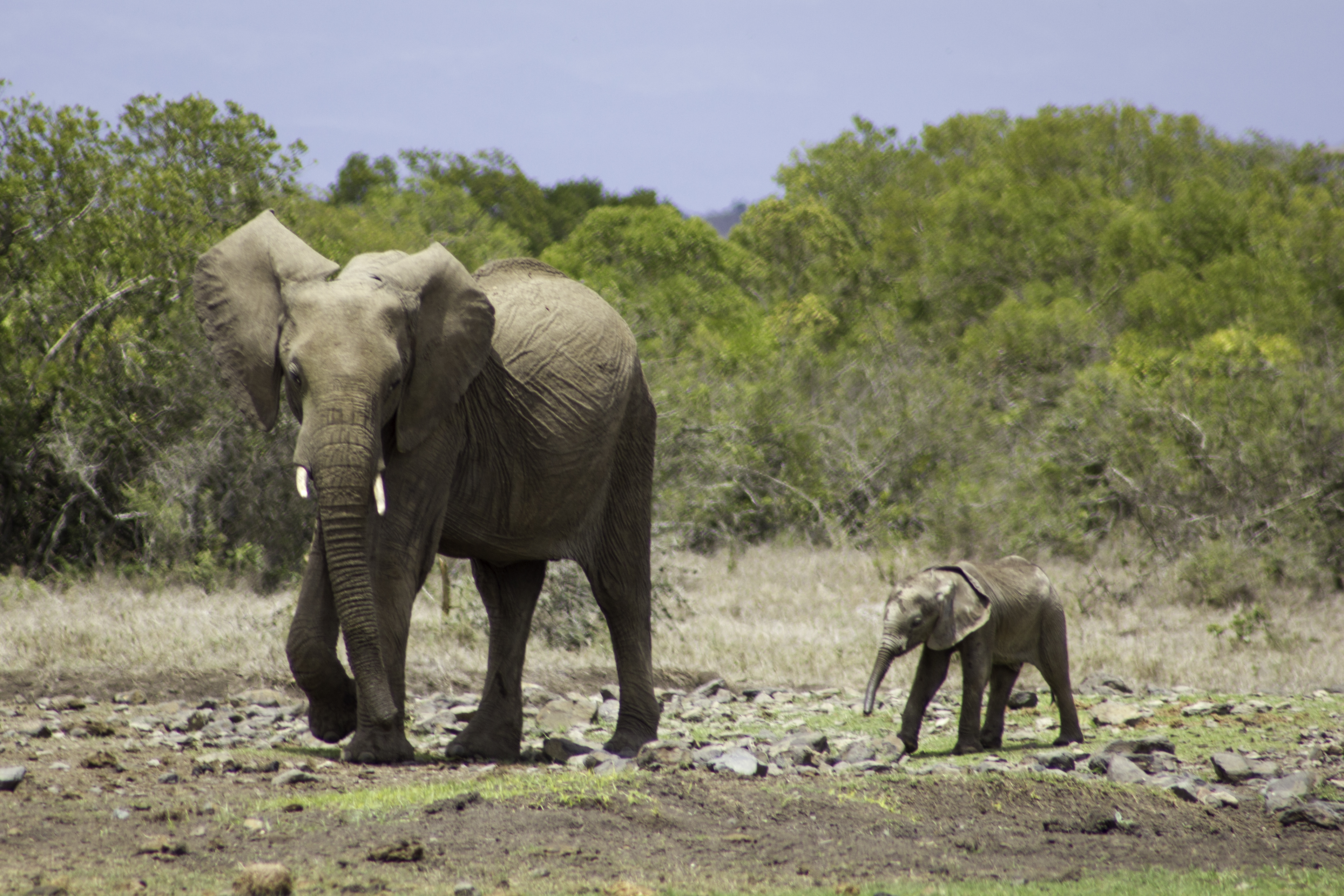
Afrikanischer Elefant mit Jungtier
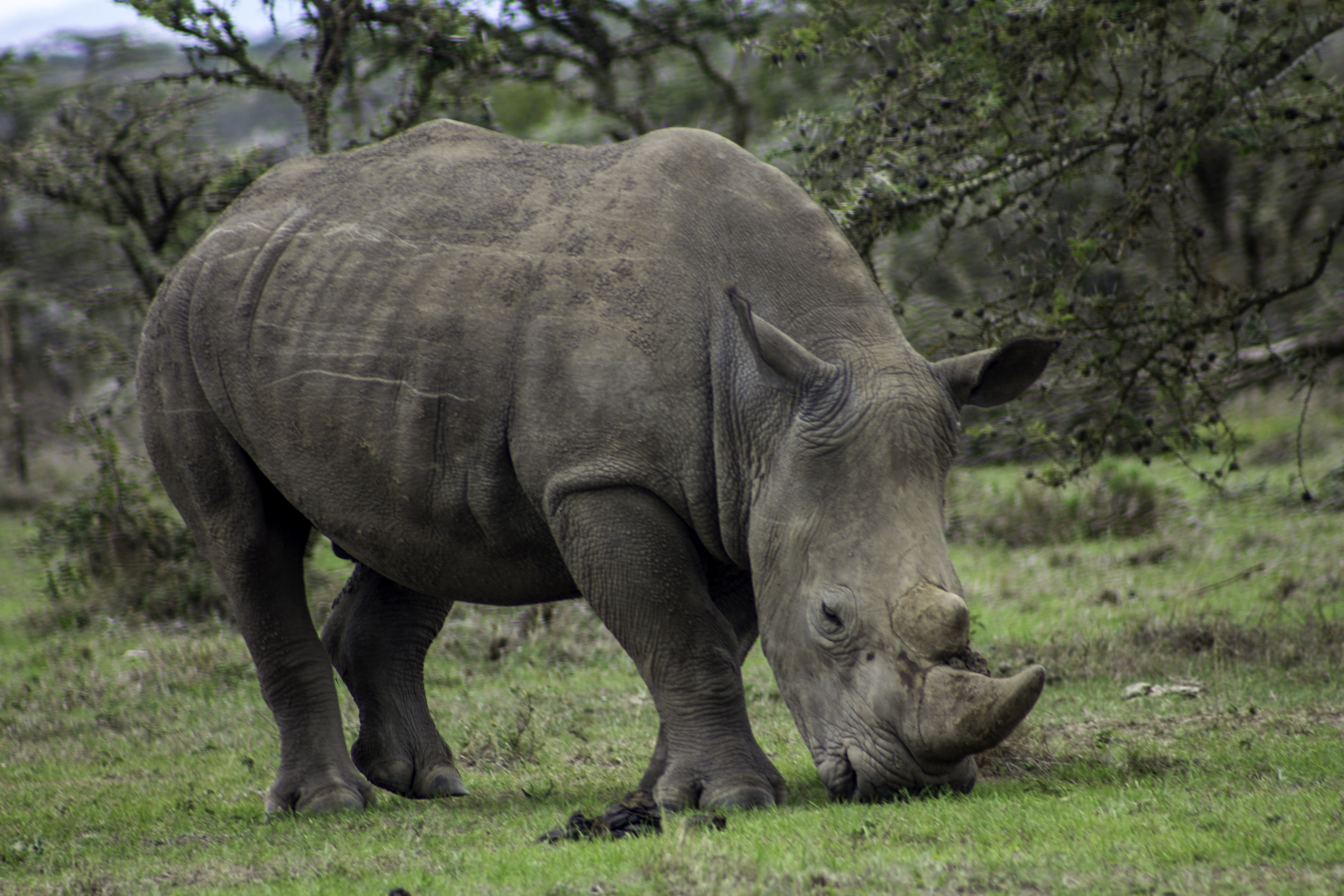
Breitmaulnashorn
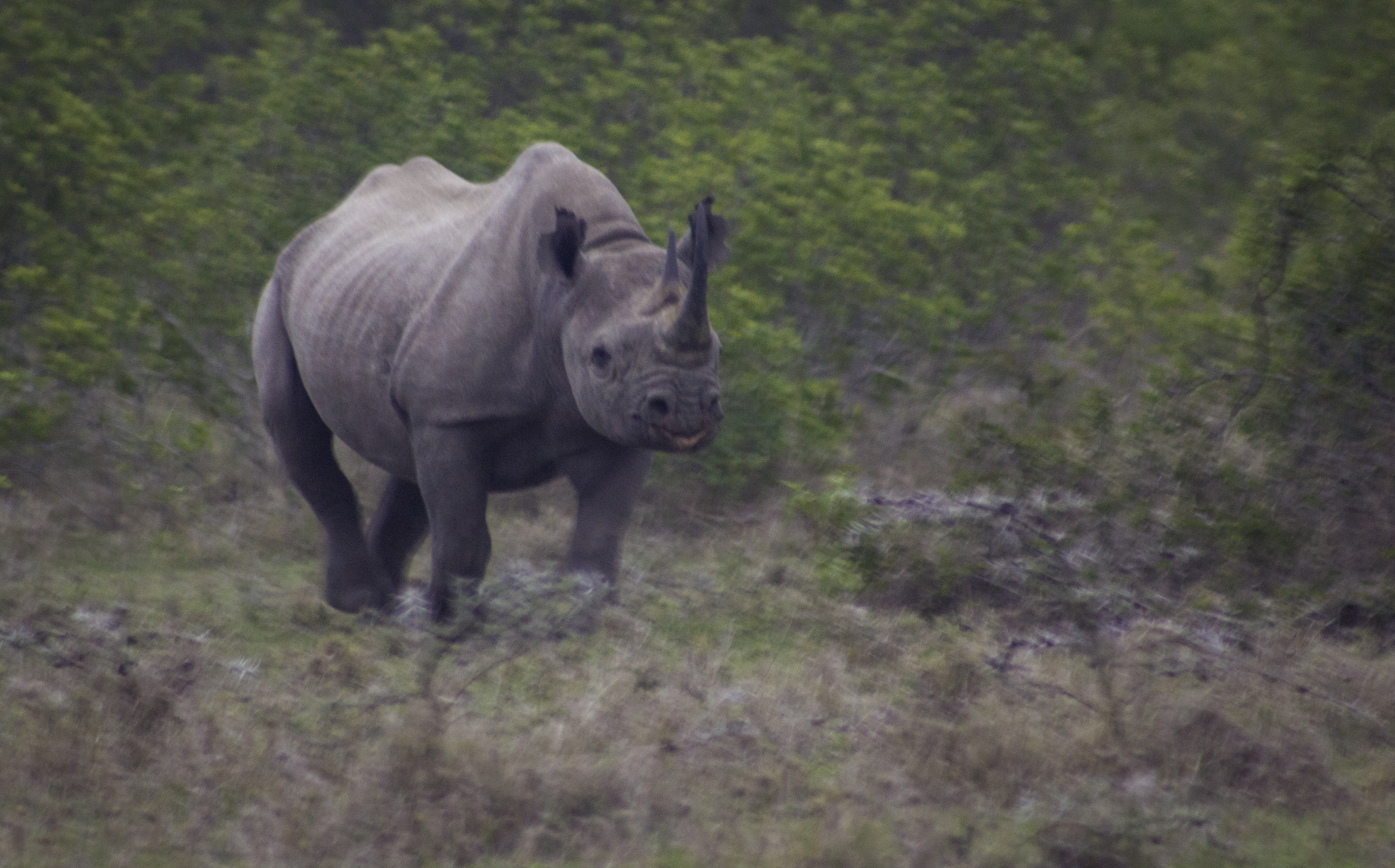
Spitzmaulnashorn
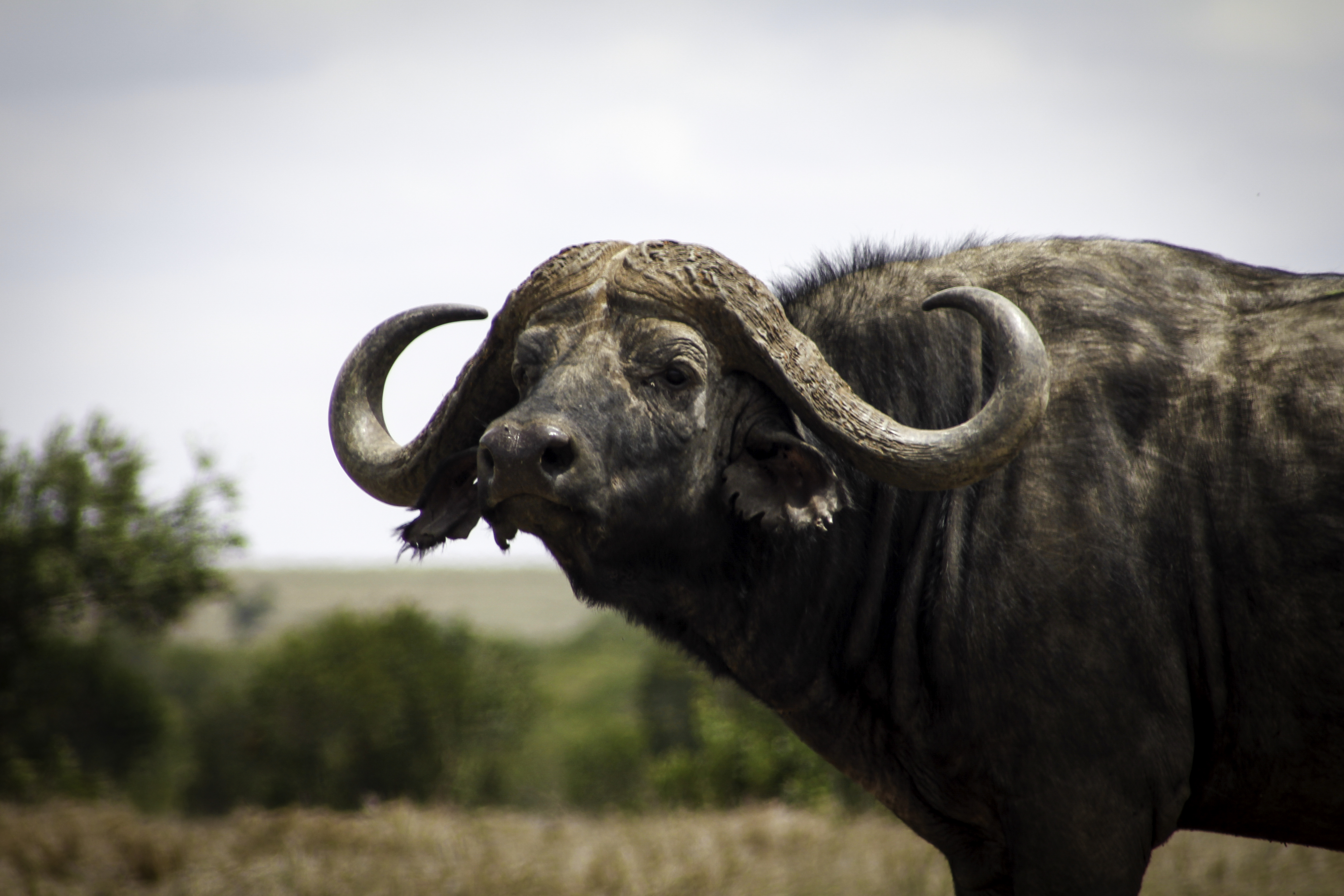
Wasserbüffel
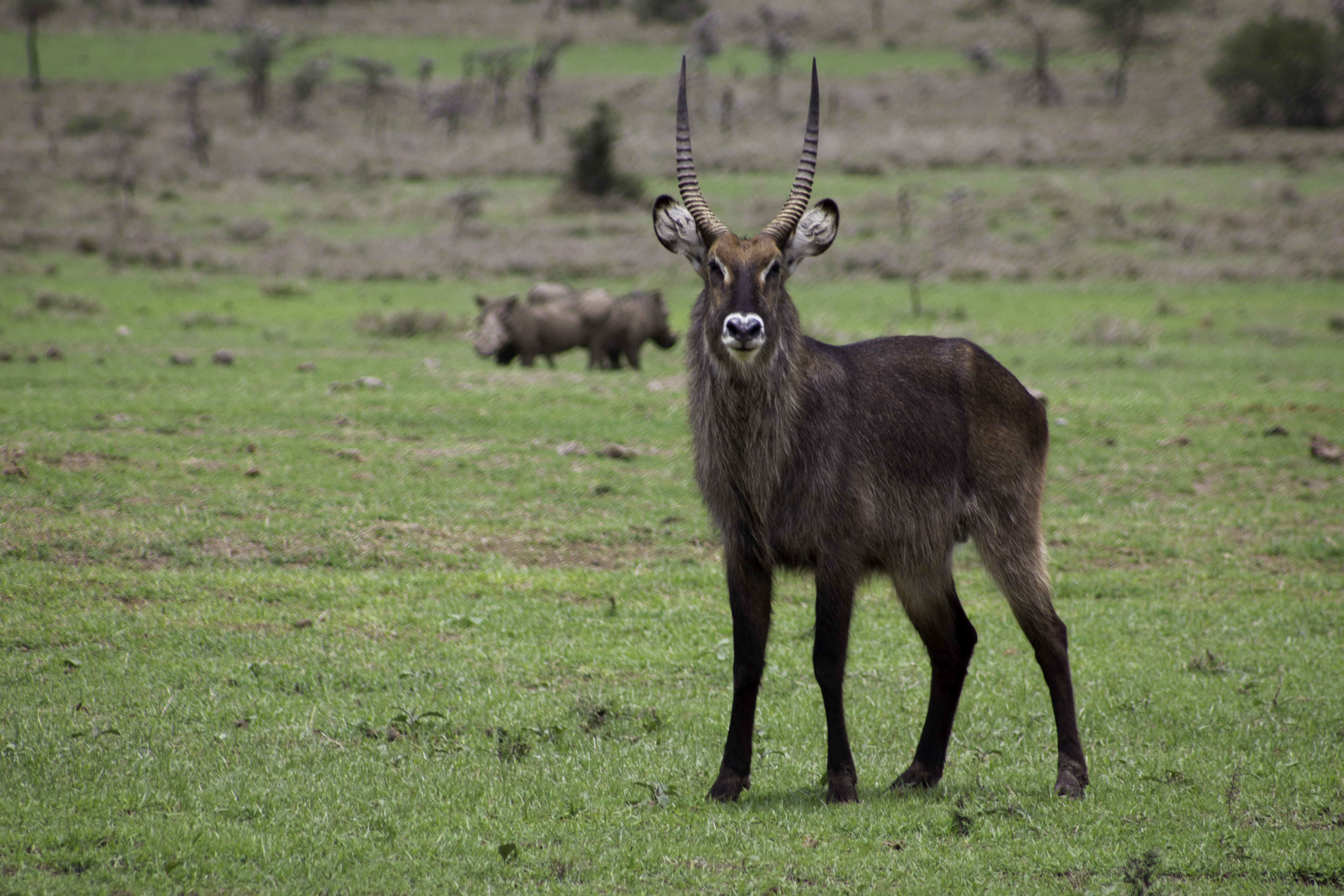
Ellipsen-Wasserbock
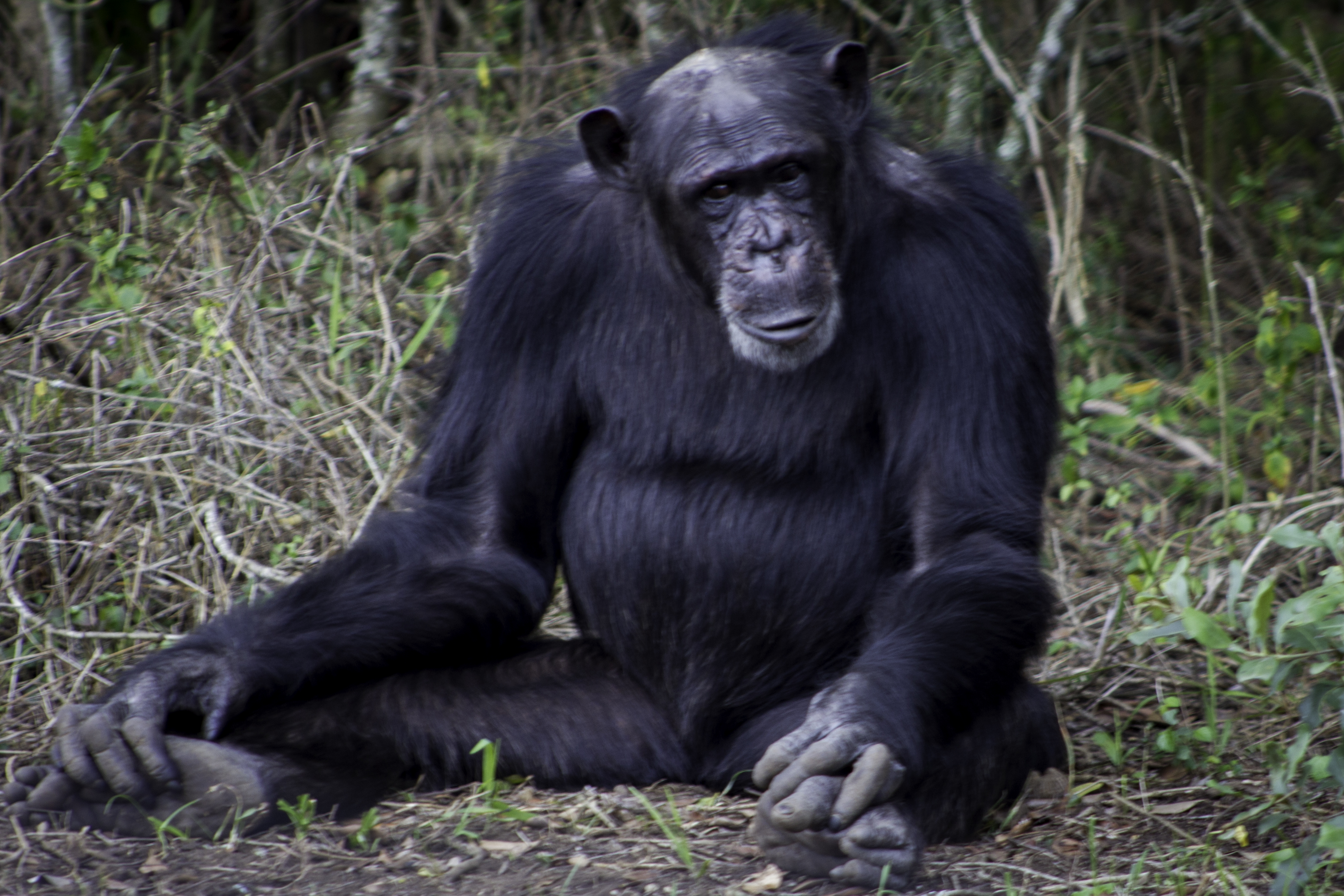
Gemeiner Schimpanse
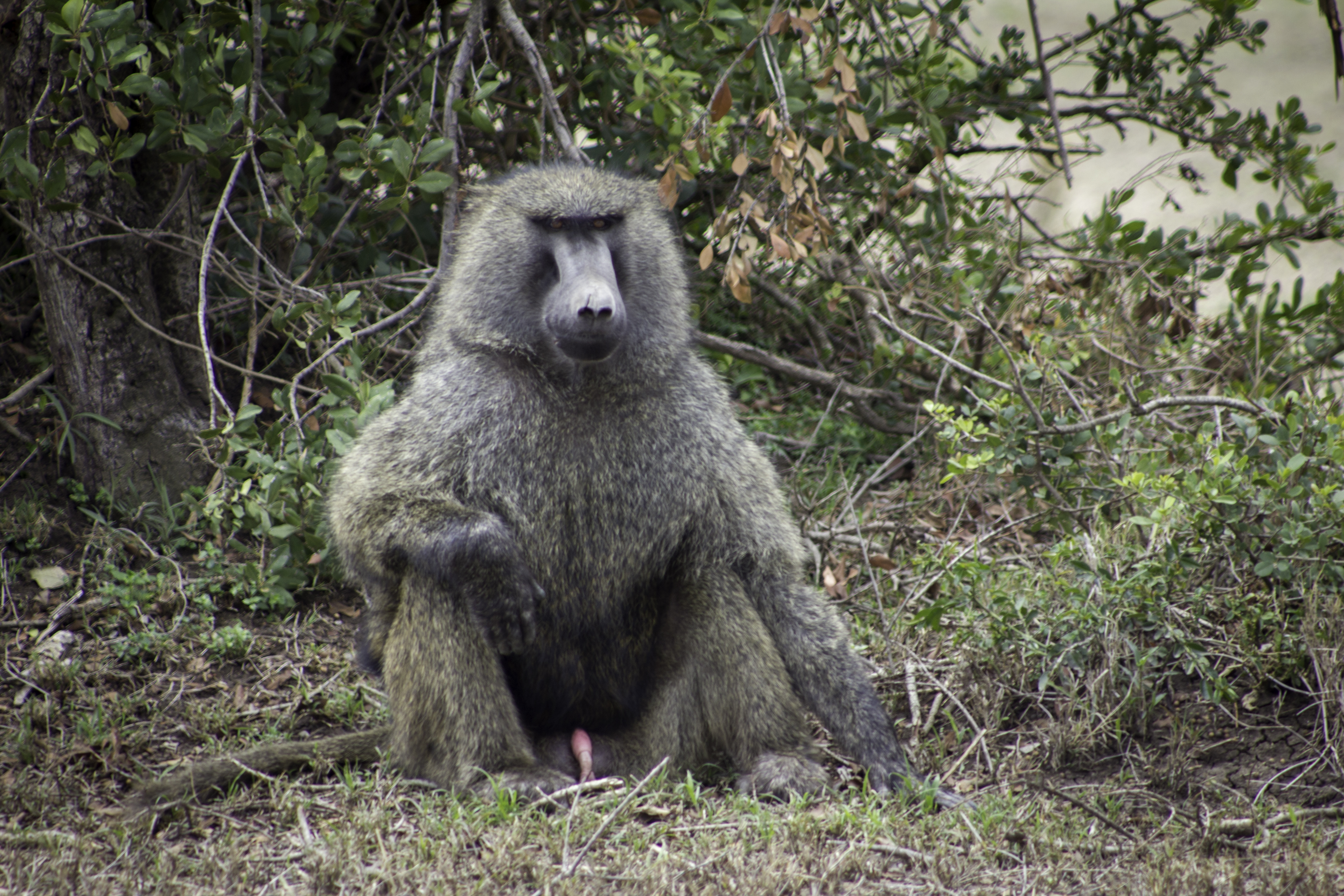
Anubispavian
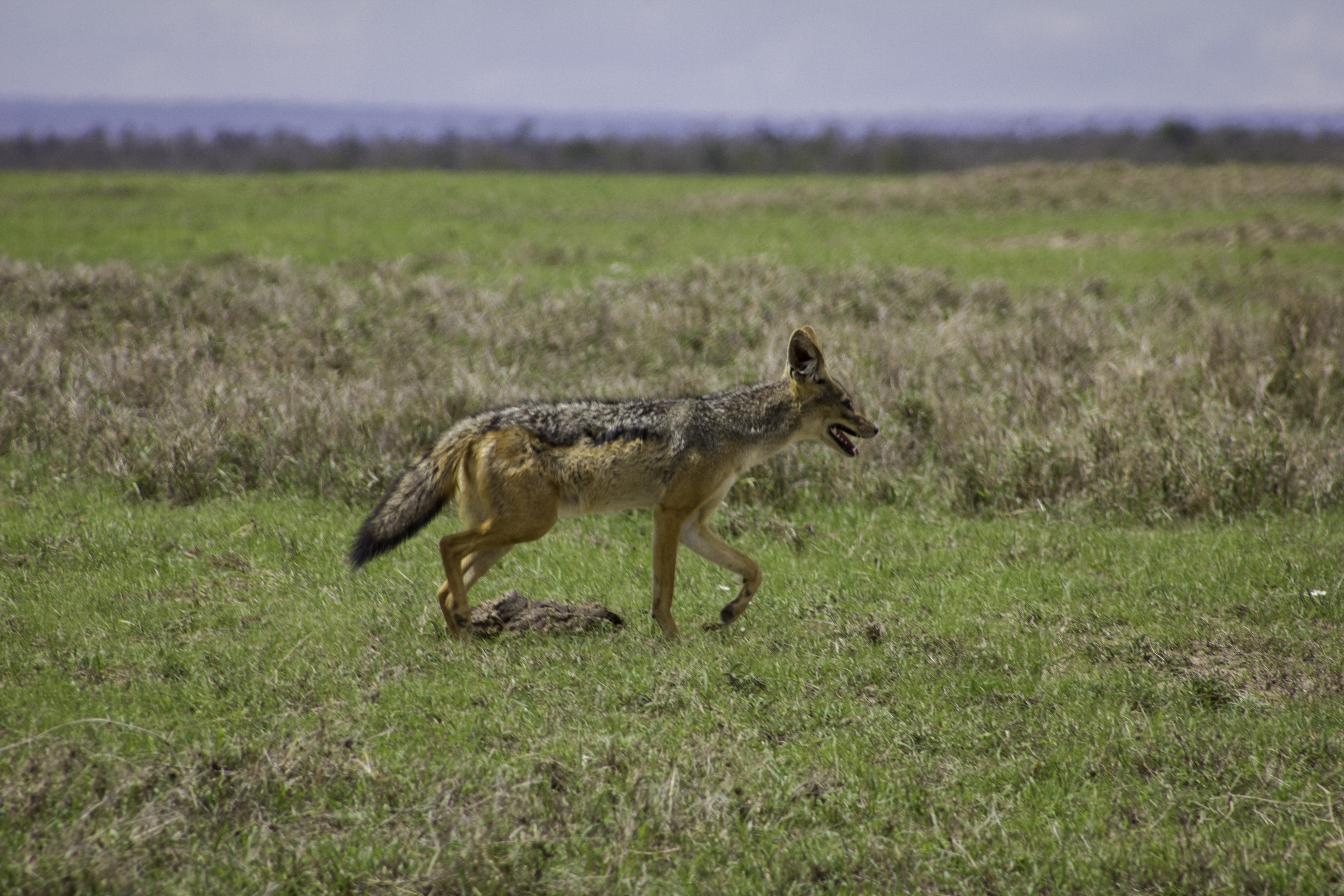
Schabrackenschakal
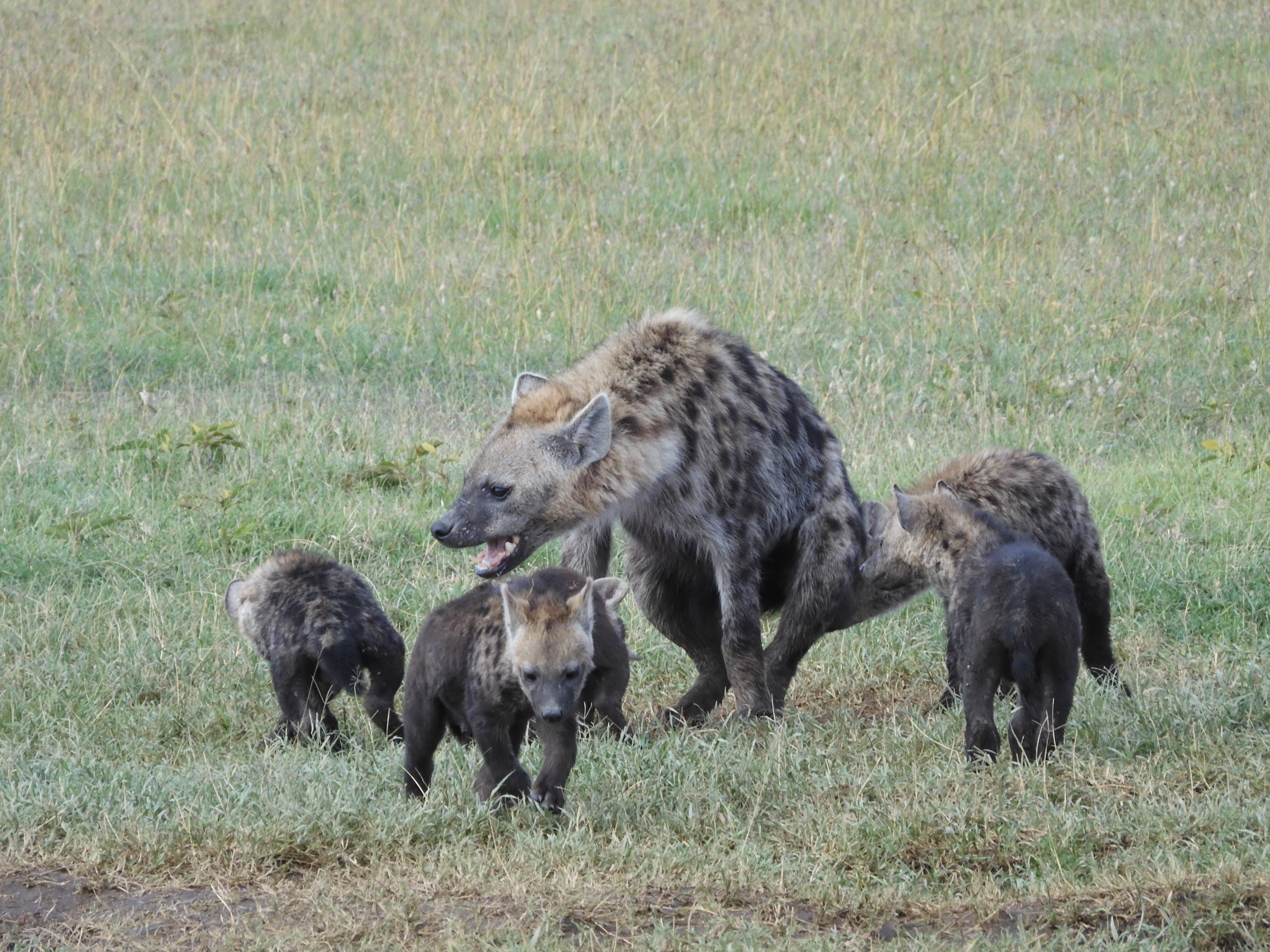
Tüpfelhyäne mit Jungtieren